# Il Sant'Alessio

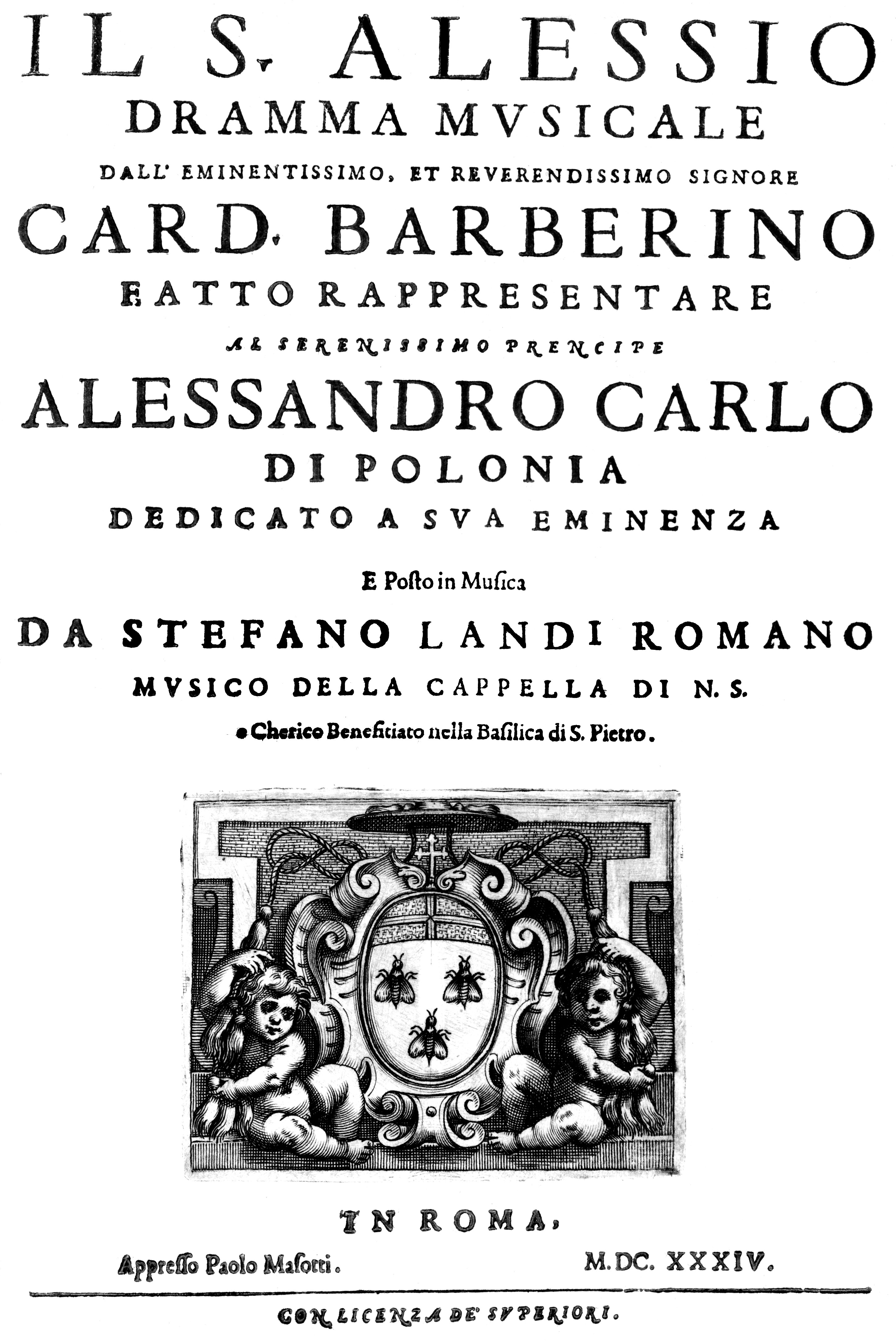

Il Sant'Alessio (Sankt Alexius) är en italiensk opera (dramma musicale) i tre akter med musik av Stefano Landi och libretto av Giulio Rospigliosi.

## Historia
Trots att Landi med Sant'Alessio fortsatte den traditionella musikstilen och presenterade en moralisk historia var verket den första operan som byggde på en historisk person, helgonet Alexius (död omkring 460). Det mesta av musiken består av recitativ men varje akt avslutas med en dans, en ballo, samt körer. Förspelen till akterna är utbyggda och fyller en funktion mer än att bara vara en inledning. De har ansetts som de första egentliga ouvertyrerna i operahistorien. De komiska figurerna kontrasterar mot huvudpersonens moraliska sinnelag. Operan hade premiär den 2 mars 1631 i Palazzo Barberini i Rom. 

## Personer
- Sant'Alessio (Sankt Alexius) kastratsångare (sopran)
- Sposa (Alexius okända hustru) kastrat (mezzosopran)
- Curzio (Curtius, Euphemianus tjänare) kastrat (sopran)
- Angelo (en ängel) kastrat (mezzosopran)
- Roma (Rom) kastrat (mezzosopran)
- Religione (den katolska kyrkan) kastrat (mezzosopran)
- Marzio (Marcius, Euphemianus tjänare) kastrat (mezzosopran)
- Sofronio (Sophronius, en budbärare) (kontraalt eller sopran)
- Madre (Euphemianus okända hustru; moder till Alexius) kastrat (sopran)
- Nutrice (amma till Alexius hustru) kastrat (mezzosopran)
- Adrasto (Adrastus, en soldat; Euphemianus vän) (tenor)
- Eufemiano (Euphemianus, en ädling; Alexius fader) (tenor)
- Demonio (Satan) (bas)
- Uno del Coro (bas)

## Handling
Helgonet Alessio avsäger sig sin familjs rikedomar för att leva i fattigdom. Han återvänder incognito till Rom där han blir beroende av sin faders välvilja och tvingas utstå tjänarnas hån. Varken hans familj eller hans hustru känner igen honom trots att Alessio är frestad att uppge sin förklädnad. Men hans inre styrka bekämpar glädjen det skulle innebära för hans familj om han avslöjade sig. Först efter sin död blir hans identitet uppenbar för hans nära och kära. Moralen segrar genom att Satan slukas av eldsflammor och Katolska kyrkan stiger upp till himlen i triumf.